# 武市英雄
武市 英雄（たけいち ひでお、1937年6月4日 - ）は日本の新聞学者。上智大学名誉教授。専門はジャーナリズム、マスコミュニケーション、マスメディア。

## 経歴
東京都出身。1960年に上智大学文学部卒業後、読売新聞で記者となる。1967～1968年にフルブライト留学生としてミネソタ大学大学院ジャーナリズム専攻へ留学する。1970年に記者を退職し、上智大学文学部新聞学科専任講師へ転身した。上智大学教授に就任後は、1997年に文学研究科委員長、2000年に同大学社会正義研究所長となり、2001年に名誉教授を授与される。その後、大妻女子大学文学部コミュニケーション文化学科教授となる。
この間、1991年に日本時事英語学会会長、1999年に日本マス・コミュニケーション学会会長を務める。また、アテネオ・デ・マニラ大学客員教授、ミズーリ大学、ミネソタ大学、アイオワ大学で客員研究員を歴任する。

## 著書

### 単著
- 『父と子とあすの社会』（女子パウロ会、1975年）
- 『日米新聞秘話』（福武書店、1984年）

### 共著
- 『激動する大学と社会』（南窓社、1973年）
- 『愛のコミュニケーション』（女子パウロ会、1975年）
- 『「ゼミナール」日本のマス・メディア』（日本評論社、1998年/第2版、2004年）
- 『グローバル社会とメディア』（ミネルヴァ書房、2003年）
- 『広報・広告・プロパガンダ』（ミネルヴァ書房、2003年）
- 『メディア研究とジャーナリズム21世紀の課題』（ミネルヴァ書房、2009年）
- 『マス・コミュニケーション概論 新版』（学陽書房、2009年）